# 荷知王
荷知王（かちおう、生没年不詳）は、中国文献に現れる加羅国の王。南朝の斉から本国王（または加羅国王）に任じられた。大加耶の嘉悉王とする説が有力であるが、金官国の銍知王とする説もある。

## 治世
弁韓は3世紀に伽耶諸国と呼ばれる小国家群となり、初期は金官、5世紀後半には大伽耶が盟主となった。東アジアの海上交通の要衝という地理的特徴を生かし、倭国や中国とも交流し、479年に「加羅国王荷知」が中国南朝斉に朝貢して、「輔国将軍・本国王」に冊封された。しかし新羅と百済の狭間にあって翻弄される伽耶諸国は562年に新羅に滅ぼされた。